# Carbone secondaire
| Carbone secondaire                                                          |
| --------------------------------------------------------------------------- |
|                                                                             |
| Formule structurale du propane (le carbone secondaire est indiqué en rouge) |

Un carbone secondaire est un atome de carbone lié à deux autres atomes de carbone. C'est la raison pour laquelle on ne peut les trouver que dans les molécules contenant au moins trois atomes de carbone. Dans les alcanes linéaires, les atomes de carbone intérieurs sont tous des atomes de carbone secondaires.
|                                          | Carbone primaire | Carbone secondaire | Carbone tertiaire | Carbone quaternaire |
| Structure générale (R = Groupe organyle) | frameless=1.0    | frameless=1.0      | frameless=1.0     | frameless=1.0       |
| Structure partielle Formule structurale  | frameless=1.0    | frameless=1.0      | frameless=1.0     | frameless=1.0       |